# Calling All Stations
Albums de Genesis
The Way We Walk: The Longs
(1993) Genesis Archive 1967-75
(1998)
Calling all stations est le quinzième et dernier album studio du groupe britannique Genesis. L'ancien chanteur du groupe écossais Stiltskin, Ray Wilson, y remplace Phil Collins au chant. Les parties de batterie, naguère jouées également par Collins sont, quant à elles, partagées par Nir Zidkyahu et Nick D'Virgilio, crédités sur l'album comme musiciens additionnels et non comme membres à part entière de Genesis. 
L'album connait un modeste succès commercial à sa sortie en 1997. Congo, Shipwrecked et Not About Us en ont été les extraits.  
A l'issue de la tournée de l'album en 1998, Ray Wilson quitte le groupe pour se lancer dans de nouveaux projets avec le batteur Nir Zidkyahu.   

## Titres
Tous les titres sont de Tony Banks et Mike Rutherford, sauf celles marquées d'un astérisque composées par le trio.
1. Calling All Stations (5:44)
2. Congo (4:52)
3. Shipwrecked (4:24)
4. Alien Afternoon (7:54)
5. Not About Us (4:39)*
6. If That's What You Need (5:13)
7. The Dividing Line (7:45)
8. Uncertain Weather (5:30)
9. Small Talk (5:02)*
10. There Must Be Some Other Way (7:55)*
11. One Man's Fool (8:46)

## Musiciens
- Ray Wilson : chant
- Tony Banks : claviers, guitare acoustique, chœurs
- Mike Rutherford : guitares, basse, chœurs

### Musiciens additionnels
D'après le livret accompagnant l'album : 
- Nir Zidkyahu : batterie sur 1, 2, 3, 4-2e partie, 5, 7, 10, 11

- Nick D'Virgilio : batterie sur 4-1re partie, 6, 8, 9

## Production
- Nick Davis, Tony Banks, Mike Rutherford : Production
- Nick Davis : Ingénieur
- Ian Huffam : Assistant ingénieur
- Dale Newman : Assistance générale
- Geoff Callingham, Mike Bowen : Assistance technique
- Wherefore ART? : Design pour la pochette
- Kevin Westernberg, Peter Robathan : Photographies
- Enregistré à The Farm, Surrey, Angleterre

## Certifications
| Pays          | Certification | Date | Ventes  |
| ------------- | ------------- | ---- | ------- |
| France (SNEP) | Or            | 1997 | 118 600 |